# قار ساحلی

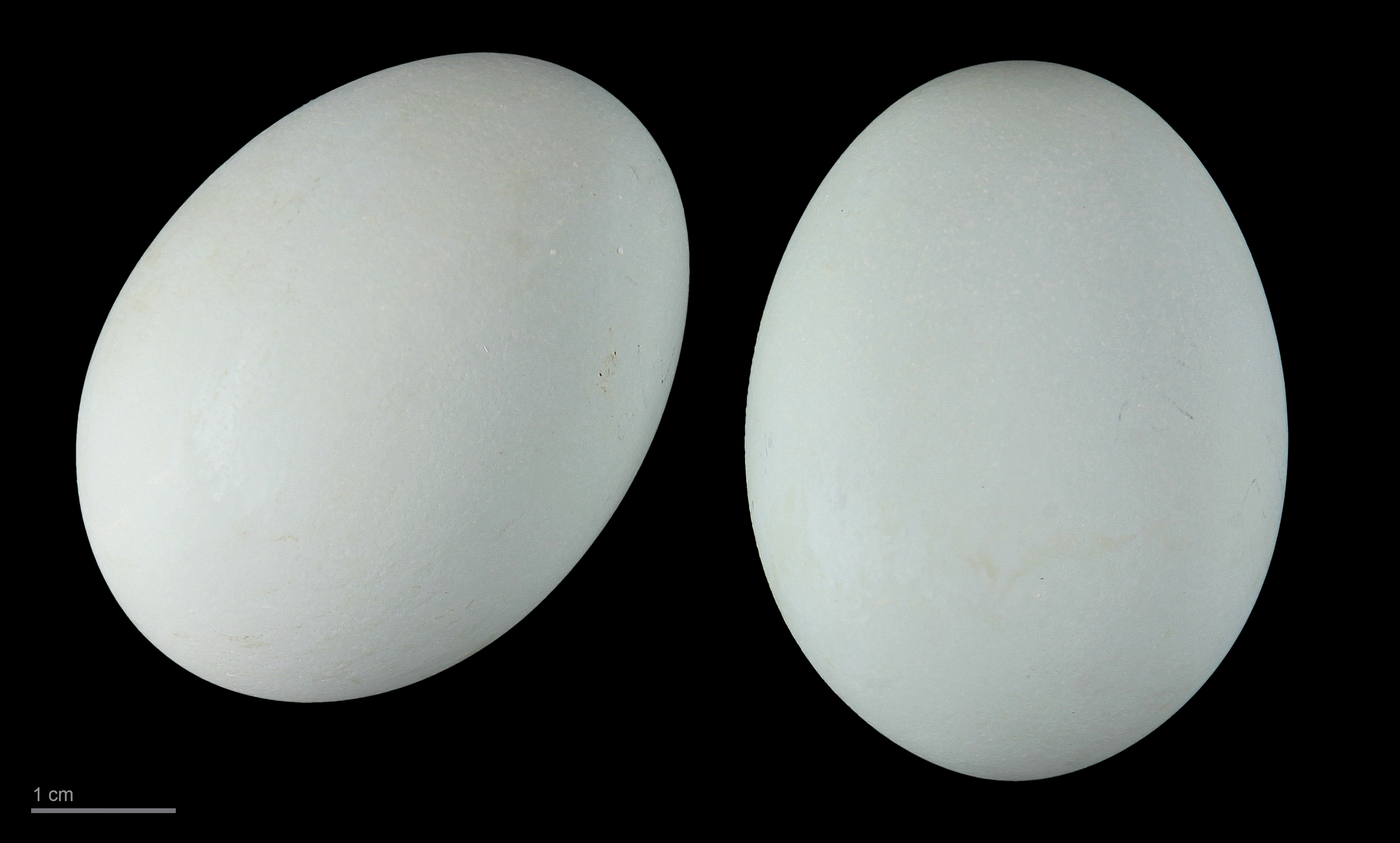
Egretta gularis

قار ساحلی یا حواصیل ساحلی (نام علمی: Egretta gularis) گونه‌ای حواصیل با جثه متوسط است که در آفریقا، دریای سرخ، کرانه‌های خلیج فارس، و بخش‌هایی از شبه‌قاره هند یافت می‌شود.

## توصیف ظاهری

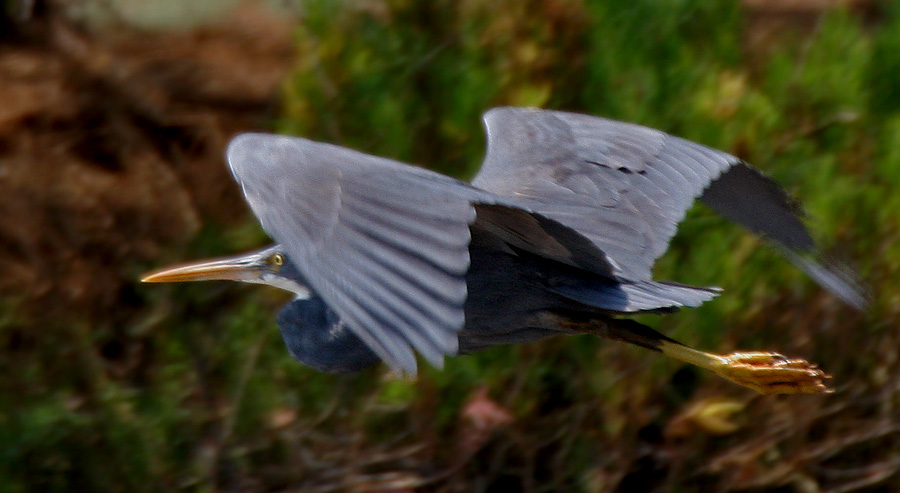
قار ساحلی درحال پرواز

طول بدن قار ساحلی ۵۵ سانتی‌متر است و به صورت دو ریخت دیده می‌شود؛ یکی شکل تیره که فراوان است و پر و بال آن به کل سیاه مایل به سربی است به جز چانه و گلویش که سفید است. دیگری ریخت سفید است که کمیاب‌تر بوده و پر و بال آن یکدست سفید می‌باشد. در هر دو ریخت، منقار دارای رنگ زرد متمایل به سبز، پاها سیاه و پنجه‌ها تقریباً زرد هستند. تفاوات ظاهری این پرنده با قار کوچک در منقار زردش است.

## زیستگاه
قار ساحلی اغلب در مناطق کرانه‌ای (ساحلی)، خورهای گل‌آلود، مانداب‌ها، و باتلاق‌های شور، سواحل سنگی، و سدهای مرجانی زندگی و تغذیه می‌کند. این پرنده به شکل گروهی در بوته‌های کوتاه نزدیک به ساحل دریا آشیانه می‌سازد. در ایران، بومی و فراوان است و در کرانه های خلیج فارس و دریای عمان و جزایر آن تولید مثل می کند.